# فيليكس هاينيمان
فيليكس هاينيمان (بالألمانية: Felix Heinemann)‏ هو موجه قوارب ‏ ألماني، ولد في 10 ديسمبر 1996.

## وصلات خارجية
- فيليكس هاينيمان على موقع الاتحاد الدولي للتجديف (الإنجليزية)